# Убийство Кристофера Барриоса-младшего
Убийство Кристофера Барриоса-младшего (англ. Christopher Michael Barrios Jr.; род. 2 января 2001 года, Брансуик, Джорджия — 8 мартa 2007 года, там же) — вызвавшее большой общественный резонанс в США убийство шестилетнего ребенка после совершенного над ним сексуального насилия. 

## Убийство
Кристофер пропал, когда он играл возле мобильного дома, где он жил. Через неделю его останки были обнаружены в пяти пластиковых пакетах в лесу примерно в двух милях.
Как выяснилось, Кристофер был похищен тремя людьми, жившими по соседству с ним. 32-летний Джордж Иденфилд и его 58-летний отец Дэвид подвергли ребенка сексуальному насилию, а мать Джорджа — 57-летняя Пегги Иденфилд — смотрела на это и мастурбировала. Затем ребенка задушили.

## Арест обвиняемых и суд
Джордж, Дэвид и Пегги Иденфилд были обвинены в похищении и убийстве Кристофера. Четвёртый человек, Дональд Дейл, которому первоначально было предъявлено обвинение в фальсификации улик и сокрытии тела, с тех пор признал себя виновным по менее серьезному обвинению во лжи полиции. Судья Верховного суда Стивен Скарлетт принял это заявление и перевел Дейла в психиатрическую лечебницу. Пегги Иденфилд свидетельствовала по делу против своего мужа Дэвида, а также согласилась дать показания против своего сына Джорджа во время суда. В обмен на это она избежала смертного приговора и получила 60 лет тюрьмы.
Суд над Дэвидом Гомером Эденфилдом (родился в июне 1948 года) начался 29 сентября 2009 года и закончился 5 октября 2009 года. Обвинение в значительной степени опиралось на записанное на видео признание Эденфилда и показания его жены. Доктор Джейми Даунс, судмедэксперт, проводивший вскрытие Кристофера, также засвидетельствовал степень травмы, обнаруженную на теле, а также способ смерти, что подтверждается записанным на пленку признанием Эденфилда. Заключительные речи сторон начались на пятый день, и жюри присяжных было отправлено для обсуждения во второй половине дня. 5 октября, после двухчасового обсуждения, присяжные вернулись с вердиктом «виновен по всем пунктам». 6 октября Дэвид Иденфилд был приговорен к смертной казни. На июнь 2023 года он все еще находился в камере смертников.
3 августа 2010 года его сын Джордж Иденфилд был признан неспособным предстать перед судом по причине психической болезни и был помещен в государственную психиатрическую больницу для обследования.

## Предыдущие преступления обвиняемых
Дэвид Иденфилд был обвинен в 1996 году в инцесте со своей дочерью и признал себя виновным. Он был приговорен к 17 годам условно.
Джордж Эденфилд был осужден по двум пунктам обвинения в растлении малолетних и получил условный срок в мае 1998 года. В сентябре 2008 года ему было предъявлено обвинение в нарушении условий, установленных для него судом, поскольку он проживал менее чем в 300 метрах от парка в центре города Брансуик, и ему было приказано переехать. 8 марта 2009 года, за несколько дней до похищения Кристофера, Эденфилд был приговорен к 10 годам испытательного срока.
В 2006 году в Джорджии был принят закон, запрещающий осужденным за сексуальные преступления жить в пределах тысячи футов от парков, детских площадок, детских учреждений, школ, церквей, бассейнов и остановок школьного автобуса. Именно из-за этого закона, который должен был защитить детей от насильников, Эденфильды переселились в мобильный дом рядом с мобильным домом своей жертвы: полиция потребовала от Джорджа Эденфилда покинуть свой дом в центре Брансуика, поскольку он жил слишком близко от детской площадки.

## Фотография из мыльной оперы
В октябре 2008 года фотография Кристофера Барриоса-младшего появилась в эпизоде General Hospital: Night Shift на Soapnet. В этом эпизоде актер Билли Ди Уильямс получает письмо и фотографию от брошенного им сына. Продюсеры шоу заявили, что не уверены, как они получили эту фотографию, и принесли извинения. Они пообещали выпустить в эфир серию рекламных роликов в честь Кристофера. Семья Барриос подала гражданский иск против SOAPnet, транслирующего мыльную оперу, о вторжении в частную жизнь.